# (33533) 1999 HV3
1999 إتش في 3 (ويعرف أيضًا باسم (33533) 1999 إتش في 3 وفق تسمية الكوكب الصغير) (بالإنجليزية: 1999 HV3)‏ هو كويكب ضمن حزام الكويكبات؛ وترتيبه 33533 من حيث الاكتشاف.
اكتُشف هذا الجُرم الفلكي بواسطة Frank B. Zoltowski ‏ في 19 أبريل 1999.

## وصلات خارجية
- (33533) 1999 HV3 في قاعدة بيانات مختبر الدفع النفاث لأجرام النظام الشمسي الصغيرة

- الاكتشاف · مخطط المدار ·  العناصر المدارية · المعلمات المادية

- (33533) 1999 HV3 على موقع ويكي سكاي: DSS2, SDSS, GALEX, IRAS, Hydrogen α, X-Ray, Astrophoto, Sky Map, Articles and images